# Позиции в баскетболе
Позиций или амплуа в баскетболе в основном три: защитник, форвард и центровой. Если детализировать, то по амплуа игроков можно разделить на 5 категорий: разыгрывающий защитник, атакующий защитник, лёгкий форвард, тяжёлый (или мощный) форвард и центровой. Данные позиции не регулируются правилами баскетбола и носят неформальный характер. В основном позиции сгруппированы по принципу нахождения игрока на площадке: передняя линия и задняя.
Баскетболист, который может играть на нескольких позициях, является ценным активом для тренера и его товарищей по команде, такого игрока трудно опекать на площадке. В то же время, даже если игрок обладает навыками для определенной позиции, важно развивать универсализм. Разыгрывающий, который может занять позицию для подбора, или центровой, который может водить мяч, помогут команде победить.

## Задняя линия

### Разыгрывающий защитник

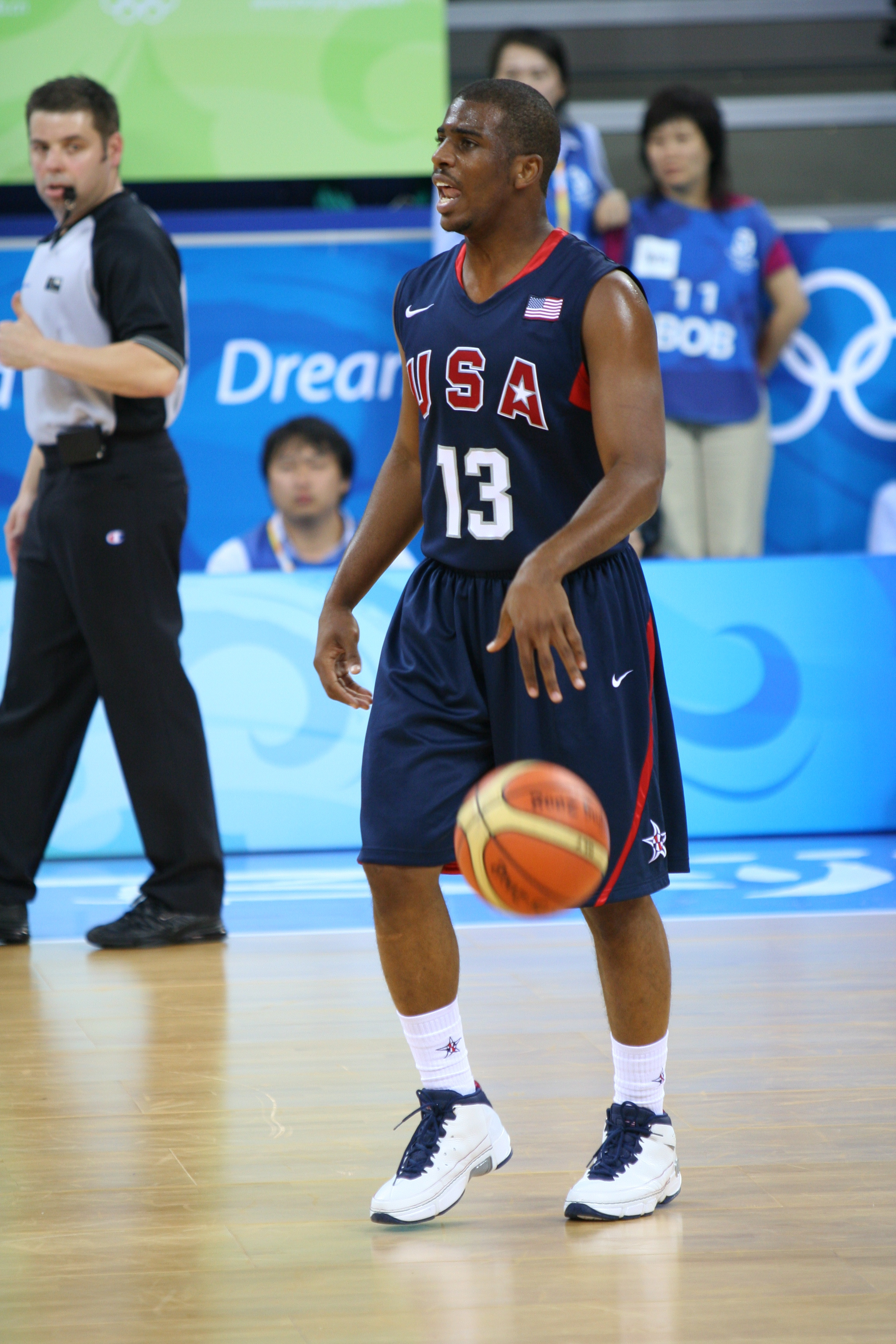
Крис Пол, разыгрывающий защитник сборной США на Олимпийских играх 2008 года

Разыгрывающий защитник (англ.  Point Guard), или первый номер, — позиция игрока в баскетбольной команде. Разыгрывающий защитник лучше других видит игровую площадку, оценивает расположение нападающих и в раннем нападении (быстрый отрыв), и в позиционной атаке. Разыгрывающий защитник создает условия и ситуации на площадке таким образом, чтобы каждый партнёр мог принести как можно больше пользы команде, должен знать сильные и слабые стороны команды соперника, чтобы умело использовать преимущества своего коллектива. Начинает все комбинации и цементирует защиту, подстраховывает команду при быстрых отрывах. Для игроков этого амплуа характерно абсолютно свободное владение мячом, большая скорость (некоторые разыгрывающие могут поспорить в этом компоненте с профессиональными легкоатлетами), ловкость в проходе к кольцу, многие обладают хорошей прыгучестью и могут делать слэм-данки наравне с более рослыми игроками. Средний рост составляет приблизительно 185-190 см.
В те далекие годы, когда баскетбол ещё только набирал обороты, функцией 1-го номера являлся исключительно розыгрыш комбинации в начале атаки, но в современном баскетболе разыгрывающий может выполнять функции атакующего защитника, такие игроки часто называются «комбогардами». Ярким примером такого игрока является Аллен Айверсон, который со своим небольшим, по баскетбольным меркам, ростом (183 см) начинал карьеру в качестве разыгрывающего, но на самом деле всегда играл как 2-й номер.
Самым титулованным игроком на данной позиции является Мэджик Джонсон (206 см) — он был удостоен звания самого ценного игрока НБА (MVP) трижды за свою карьеру. Среди других игроков, удостоенных этой награды — Оскар Робертсон, Аллен Айверсон, Стив Нэш и Стефен Карри. Лидером по количеству результативных передач за всю историю НБА (15 806) является Джон Стоктон.

### Атакующий защитник

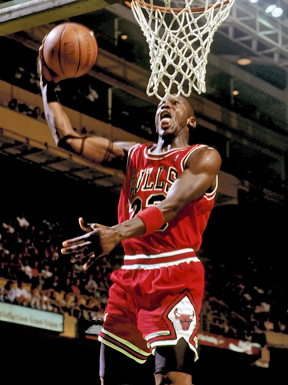
Атакующий защитник (Майкл Джордан) в действии.

Атакующий защитник (англ. Shooting Guard), или второй номер, — позиция игрока в баскетбольной команде. В круг действий этого игрока входят две основные обязанности — завершение атак и опека опасных в нападении соперников. Атакующий защитник — это тот игрок, главной задачей которого как правило является атака кольца с трёхочковой и/или средней дистанции. Часто атакующий защитник является лучшим снайпером команды, некоторые из них иногда могут выступать в качестве разыгрывающего (комбогард) или лёгкого форварда (свингмэн). Защита всегда стремится остановить лучших снайперов, поэтому, стянув на себя внимание защиты, атакующий защитник может легко найти передачей партнера, от которого идёт подстраховка. Умение защитника отдать хороший пас — серьезное качество, делающее игрока намного ценней и сильнее. Игроки этого типа обычно очень быстрые, ловкие, обладающие высоким прыжком и ростом приблизительно 190—200 см. Обязательным для атакующего защитника является хороший бросок со средней и дальней дистанции и быстрый дриблинг.
Многие легенды баскетбола были атакующими защитниками, такие как Майкл Джордан, Реджи Миллер, Клайд Дрекслер, Оскар Робертсон, Джерри Уэст, Трэйси Макгрэди, Аллен Айверсон, Коби Брайант и Дуэйн Уэйд. Среди действующих игроков НБА можно выделить Джеймса Хардена и Клея Томпсона.

## Передняя линия

### Лёгкий форвард

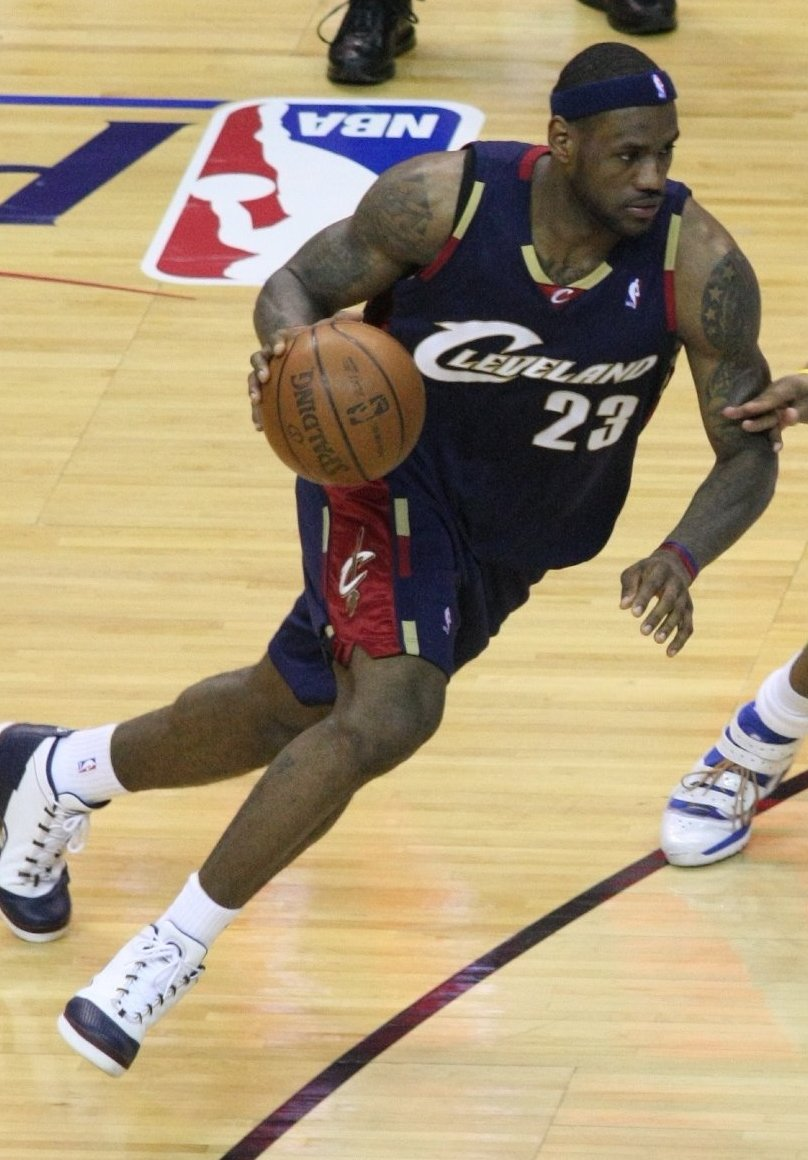
Леброн Джеймс, один из лучших лёгких форвардов НБА.

Лёгкий форвард (англ. Small Forward), или третий номер, — позиция игрока в баскетбольной команде. Основной задачей для такого игрока, как и для атакующего защитника, является набор очков, но, в отличие от защитников, игроки нападения обладают более высоким ростом и, следовательно, лучше подбирают мяч и блокируют броски. Лёгкие форварды могут играть как на позиции атакующего защитника (свингмен), так и на позиции тяжелого форварда (комбофорвард). Лёгкие форварды, как правило, обладают хорошим броском практически со всех дистанций. Средний рост 195—210 см. Это такие игроки как Леброн Джеймс, Скотти Пиппен, Кармело Энтони, Кевин Дюрант и российский баскетболист Андрей Кириленко.

### Тяжёлый или мощный форвард
Тяжёлый форвард (англ. Power Forward), или четвёртый номер, — позиция игрока в баскетбольной команде. Главной задачей 4-го номера является подбор (англ. rebound) мяча в нападении и защите. Поэтому мощные форварды должны обладать незаурядной физической силой и выносливостью. Средний рост составляет около 200—215 см. Игроки этого типа легко могут закладывать мяч в кольцо (Слэм-данк), но они делают это абсолютно не так, как менее рослые и физически сильные игроки, вроде атакующих защитников.
С течением времени стиль игры на позиции тяжёлого форварда менялся, и можно встретить игроков, которые набирают по 20-25 очков за матч и еще успевают играть в защите (Кевин Гарнетт, Тим Данкан, Дирк Новицки), а можно и таких, которые целиком фокусируются на защите и редко завершают атаки команды (Деннис Родман, Бен Уоллес).

### Центровой
Центровой (англ. Center), или пятый номер, — позиция игрока в баскетбольной команде. Самый высокий игрок в баскетбольной команде (рост 210—225 см), основная задача — игра под кольцом. Некоторые игроки этого амплуа могут сочетать с высоким ростом, атлетическими данными высокую подвижность и играть дальше от кольца, занимая позицию тяжёлого форварда, за что получили название центрфорвард.
Признанными мастерами на позиции центрового являются  Уилт Чемберлен (многие его рекорды до сих пор не побиты — например, 100 очков за одну игру),  Александр Белов,  Арвидас Сабонис,  Яо Мин,  Дуайт Ховард, Шакил О'Нил, Патрик Юинг, Дэвид Робинсон, Билл Рассел, Хаким Оладжьювон, Карим Абдул-Джаббар признаны лучшими центровыми НБА всех времен.